# José Martínez Suárez
José Antonio Martínez Suárez (Villa Cañás, Santa Fe, 2 de octubre de 1925-Buenos Aires, 17 de agosto de 2019) fue un director, guionista y productor de cine argentino. Entre sus filmes se destacan El crack (1960) y Los muchachos de antes no usaban arsénico (1976). Su taller de enseñanza de cine es de fama internacional, y en él se han realizado más de 120 cortometrajes premiados en festivales del mundo.
En 2002 le fue entregado el Premio Cóndor de Plata a la trayectoria por parte de la Asociación de Cronistas Cinematográficos de la Argentina, el máximo reconocimiento de la industria del cine en la Argentina. Desde 2008, presidió el Festival Internacional de Cine de Mar del Plata.

## Biografía
Estuvo casado por muchos años con Marta Ofelia Urchipía, con la que tuvo tres hijas y ocho nietos. Tenía dos hermanas, las gemelas Mirtha Legrand y Silvia Legrand —Rosa María Juana Martínez y María Aurelia Paula Martínez—. El director y productor cinematográfico Daniel Tinayre (1910-1994) fue su cuñado.
Algunos profesionales que han sido sus alumnos son Lucrecia Martel (La Ciénaga, La niña santa); Leonardo Di Cesare (Buena vida-Delivery); Juan José Campanella (El secreto de sus ojos); Gustavo Taretto (Medianeras); Carlos-Gustavo Motta;  Hans Garrino —guionista de Buena vida-Delivery—; entre otros.
Falleció producto de complicaciones derivadas de una neumonía. Había sido internado por la fractura de su cadera.
En 2019 se estrenó Soy lo que quise ser. Historia de un joven de 90, un documental sobre su vida dirigida por Betina Casanova y Mariana Scarone.
En el 21.º Festival Internacional de Cine de Mar del Plata (2024) se realizó una muestra retrospectiva de su filmografía, con la exhibición de El crack, Dar la cara, Los chantas, Los muchachos de antes no usaban arsénico y Noche sin lunas ni soles.

## Filmografía

### Director
- Altos Hornos Zapla (cortometraje) (1959)
- El crack (1960)
- Dar la cara (1962)
- Viaje de una noche de verano (1965)
- Los chantas (1975)
- Los muchachos de antes no usaban arsénico (1976)
- Noches sin lunas ni soles (1984)

### Guionista
- El crack (1960)
- Dar la cara (1962)
- Cómo seducir a una mujer (1967)
- La Mary (1974)
- Los chantas (1975)
- Los muchachos de antes no usaban arsénico (1976)
- Noches sin lunas ni soles (1984)

### Productor
- Eloy (1969)
- Rosarigasinos (2001)

### Asistente de dirección
- Un hombre solo no vale nada (1949)
- Un pecado por mes (1949)
- Miguitas en la cama (1949)
- Valentina (1950)
- Cinco locos en la pista (1950)
- Abuso de confianza (1950)
- Martín Pescador (1951)
- El complejo de Felipe (1951)
- Mi noche triste (1952)
- Deshonra (1952)
- Caballito criollo (1953)
- Tren internacional (1954)
- Ayer fue primavera (1955)
- Codicia (1955)
- El protegido (1956)
- Alfonsina (1957)
- La bestia humana (1957)

### Actor
- Valentina (1950)
- Nadie Inquietó Más - Narciso Ibáñez Menta (2009, como él mismo)
- Cine de pueblo, una historia itinerante  (2015)
- El kiosco (2019)